# Jacobulus
Jacobulus es un género extinto de peces actinopterigios prehistóricos. Fue descrito por Lehman en 1952.
Vivió en Madagascar.